# Synnøve Karlsen
Synnøve Karlsen (* 30. Juli 1996 in Glasgow) ist eine schottische Schauspielerin.

## Leben
Karlsen ist norwegischer Abstammung und wuchs in Helensburgh auf. Mit 12 Jahren zog die Familie nach London. Sie hat drei ältere  Brüder und ist die Nichte der Filmproduzenten Elizabeth Karlsen und Stephen Woolley. Sie studierte an der London Academy of Music and Dramatic Art und der Guildhall School of Music and Drama, die sie aber nach einem Jahr verließ, um in der Serie Clique mitzuspielen.

## Filmographie (Auswahl)
- 2017: V
- 2018: Dead Birds
- 2017–2018: Clique (Fernsehserie, 12 Folgen)
- 2018–2019: Die Medici (Fernsehserie, 16 Folgen)
- 2021: Last Night in Soho
- 2022: The Midwich Cuckoos (Fernsehserie, 7 Folgen)
- 2023: Bodies (Netflix-Serie, 8 Folgen)
- 2024: Passenger (Fernsehserie, 3 Folgen)
- 2024: Black Cab
- 2025: Ovary-Acting (Kurzfilm)
- 2025: Miss Austen (Miniserie, 4 Folgen)
- seit 2025: Foundation (Fernsehserie)